# Pseudexentera
Pseudexentera es un género de polillas tortrícidas perteneciente a la tribu Eucosmini, de la subfamilia Olethreutinae, orden Lepidoptera. Fue descrito por Heinrich en 1940.

## Especies
- Pseudexentera costomaculana (Clemens, 1860)
- Pseudexentera cressoniana (Clemens, 1864)
- Pseudexentera faracana (Kearfott, 1907)
- Pseudexentera habrosana (Heinrich, 1923)
- Pseudexentera haracana (Kearfott, 1907)
- Pseudexentera hodsoni Miller, 1986
- Pseudexentera kalmiana McDunnough, 1959
- Pseudexentera knudsoni Miller, 1986
- Pseudexentera mali Freeman, 1942
- Pseudexentera maracana (Kearfott, 1907)
- Pseudexentera oregonana (Walsingham, 1879)
- Pseudexentera oreios Miller, 1986
- Pseudexentera senatrix (Heinrich, 1924)
- Pseudexentera sepia Miller, 1986
- Pseudexentera spoliana (Clemens, 1864)
- Pseudexentera vaccinii Miller, 1986
- Pseudexentera virginiana (Clemens, 1864)